# Jiří Jelínek (baskytarista)
Jiří Jelínek (* 23. května 1958, Praha) je český baskytarista. Vyučil se ve středním odborném učilišti v oboru elektromontér rozvodných zařízeni. Kromě hudby se zabývá výrobou přepravních boxů na hudební nástroje a jiné předměty pod vlastní značkou JJ.

## Hudba
V roce 1966 studoval hru na violoncello v lidové škole umění Voršilská v Praze 2. Na učilišti založil skupinu, v níž hrál na bicí a v roce 1975 začal hrát na baskytaru. V letech 1979–1982 navštěvoval Lidovou konzervatoř (dnes Konzervatoř Jaroslava Ježka) obor kontrabas-baskytara a v letech 2002–2007 hru na bicí nástroje. Hrál v řadě hudebních skupin, mezi něž se řadí například O.P.N., Něžný Octopus, Omnibus, Lyra, Hudba Praha a Echt... svého bývalého spoluhráče z Hudby Praha Karla Malíka, kde působil také spolu s kytaristou Vladimírem Zatloukalem. Na violoncello a bicí nástroje hrál také v triu Améba s kytaristou Zdeňkem Hráškem a multiinstrumentalistou Jiřím Wehlem. Kromě Hudby Praha vede vlastní skupinu The Háro se Zdeňkem Hráškem, baskytaristou skupiny Visací zámek Vladimírem "Savcem" Šťástkou a zpěvačkou Hudby Praha Alenou Sudovou.